# Ploceus angolensis
Ploceus angolensis là một loài chim trong họ Ploceidae.